# UC384X
UC384X，是一系列电流模式开关电源脉宽调制芯片的通称，包括UC3842/3/4/5，UCC38C42/3/4/5，UCC3802/3/4/5等，一般并不指代其他以UC384开头的芯片型号。

## 技术概要
调制方式：定频调宽
控制模式：电压模式、电流模式
最高额定频率：500000Hz（Bipolar工艺）/ >1000000Hz（BiCMOS或全CMOS工艺）
输出端口：单端
最大占空比：X=2,3: 98% X=4,5:49%
封装：SO-14，SOP-8, DIP-8
常用拓扑：Buck、Boost、单端正激、单端反激

## 历史和现状
UC384X最初由Unitrode公司推出，推出后迅速成为工业标准，Unitrode被Texas Instruments收购后即由后者生产。这是一类工业标准芯片，很多厂家推出了兼容的或功能扩展的芯片，如Onsemi、Fairchild，和一些中国的半导体工厂。
UC384X从推出到现在一直经久不衰，在工艺、功能上均有十分大的改进。最初的UC384X是以双极工艺生产，启动电流很大。后来推出的改进版UC384XA/UC384XB降低了启动电流和漏电流。CMOS工艺普及后，BiCMOS工艺的UCC38C4X以及SG384X（由现属仙童半导体的System General公司生产），进一步降低了启动电流，提高了最大工作频率。BiCMOS工艺的UCC380X降低了工作电压门限。

## 适用范围
- 单管反激变换器

反激变换器是UC384X应用最广泛的领域。UC384X单端图腾柱输出级的结构十分适合直接驱动高压MOSFET。
- 单管正激变换器

正激变换器也是UC384X应用的领域。相比反激变换器，它需要更小的变压器、滤波电容，损耗也更小，但需要一个滤波电感。
- 双管单端正激／反激变换器

双管单端正激／反激变换器和单管原理基本相同，但无漏感损耗问题，且开关管的电压应力降低一半。UC384X系列用于双管拓扑时需要增加栅驱动电路（一般由隔离变压器或高压电荷泵构成）
- Boost、Buck变换器

UC384X也可以用于DC-DC非隔离变换。设计此类变换器时应注意芯片的工作电压与输入电压是否相配。
由于Buck变换器常需要驱动高端开关管，384X又没有内置相应的驱动电路，在设计Buck时需要外加驱动电路或采用浮动地、光耦反馈的方案。
Boost变换器无此问题。